# ده بابك داريوش (مشيز بردسير)
ده بابك داريوش (بالفارسية: ده بابک داریوش) هي قرية تقع في إيران في البلدة المركزية.